# Ларюшин Євген Іванович
Ларюшин Євген Іванович (рос. Ларюшин Евгений Иванович; 14 січня 1934 — 3 квітня 1985) — радянський льотчик-випробувач ОКБ Н. І. Камова, старший лейтенант запасу. Заслужений льотчик-випробувач СРСР (1978). Герой Радянського Союзу (1982).

## Біографія
Євген Ларюшин народився 14 січня 1934 року у селі Кочема (нині Єгор'ївський район Московської області) у сім'ї службовця.
У 1952 році закінчив Єгор'євський аероклуб, того ж року був призваний до Радянської Армії. 1956 року закінчив Омське військово-авіаційне училище льотчиків. Служив у стройових частинах ВПС СРСР (бомбардувальна авіація). З 1959 старший лейтенант Є. І. Ларюшин — в запасі.
У 1960 році закінчив гелікоптерне відділення Школи льотчиків-випробувачів.
З липня 1960 — на льотно-випробувальній роботі в ОКБ Н. І. Камова, де Є. І. Ларюшин підняв в небо і провів випробування гелікоптерів Ка-25К (6 травня 1967 року), Ка-29 (28 липня 1976 року), а також брав участь у випробуваннях Ка-25, Ка-26, Ка-27, Ка-32, Ка-50 («Чорна акула») та інших гелікоптерів.[уточнити]
1966 року закінчив Московський авіаційний інститут.
У 1974 році вступив до КПРС.
17 серпня 1978 року Є. І. Ларюшину присвоєно звання «Заслужений льотчик-випробувач СРСР».
26 березня 1982 року Указом Президії Верховної Ради СРСР за мужність і героїзм, виявлені при освоєнні нової військової техніки, старшому лейтенанту запасу Євгену Івановичу Ларюшину присвоєно звання Героя Радянського Союзу з врученням ордена Леніна та медалі «701».
Жив у місті Люберці Московської області.
3 квітня 1985 року Є. І. Ларюшин загинув під час виконання випробувального польоту на гелікоптері В-80 (прототип гелікоптера Ка-50 «Чорна акула», бортовий номер 01) на аеродромі в Люберцях. Наприкінці придуманого їм бойового маневру сталося зіткнення лопатей вертольота та його падіння.
Похований у Москві на Кунцевському цвинтарі.